# Кароки, Бедан
Бедан Кароки Мучири — кенийский легкоатлет, бегун на длинные дистанции, который специализируется в беге на 10 000 метров. На олимпийских играх 2012 года занял 5-е место с результатом 27.32,94. Бронзовый призёр этапа Бриллиантовой лиги Prefontaine Classic 2012 года. Серебряный призёр Всеафриканских игр 2011 года. Трёхкратный победитель международного кросса Chiba International Cross Country в 2009-2011 годах.

## Достижения
На чемпионате мира 2013 года занял 6-е место.
16 марта 2014 года стал победителем Лиссабонского полумарафона с результатом 59:58. Этот полумарафон был для него дебютным. 18 мая выиграл Полумарафон Гифу с рекордом трассы — 1:00.02. 30 мая занял 3-е место на соревнованиях Prefontaine Classic, установив личный рекорд на дистанции 10 000 метров - 26.52,36.
21 сентября 2014 года стал победителем Филадельфийского полумарафона с результатом 59.23.
Занял 4-е место на чемпионатах мира 2015 года в Пекине и 2017 года в Лондоне. 13 сентября стал победителем Копенгагенского полумарафона с лучшим результатом сезона в мире — 59.14.
Занял 2-е место на Токийском Марафоне 2019 года с результатом 2:06,47.